# Asociación Española de Fantasía, Ciencia Ficción y Terror
La Asociación Española de Fantasía, Ciencia Ficción y Terror (AEFCFT) es una organización sin ánimo de lucro cuyo objetivo es la promoción de la fantasía y la ciencia ficción en España. Entre sus actividades se encuentran la publicación de dos libros de recopilación de relatos con periodicidad anual, la edición de un boletín informativo, la convocatoria de una convención anual de aficionados a la fantasía y a la ciencia ficción, el patrocinio del premio Gabriel y de los premios Ignotus a las mejores producciones de fantasía y ciencia ficción en diversos campos de las artes y las letras, la edición de una biblioteca electrónica que rescata viejas joyas de la narrativa fantástica española, y otras actividades de información, divulgación y contacto entre aficionados y profesionales del género.
A partir de enero de 2004 se clausura la «Asociación Española de Fantasía y Ciencia Ficción» y se refunda como «Asociación Española de Fantasía, Ciencia Ficción y Terror», tal como se decidió en la Asamblea general extraordinaria de 2002 y se ratificó y llevó a término en la Asamblea general extraordinaria de 2003.

## Las Hispacones
La AEFCFT celebra cada año el Congreso Nacional de Fantasía y Ciencia Ficción, llamado de forma genérica HispaCon y de forma específica por un nombre propio escogido por su comité organizador. Con antelación, durante la asamblea general, la sede es escogida por votación de los socios entre las ciudades candidatas. En general la candidatura está formada por grupos de personas que están interesadas en organizar el evento y cuentan con algún respaldo oficial de la ciudad.

## Presidentes (AEFCF y AEFCFT)
- Alberto Santos (1992-1994)
- Ricard de la Casa (1994-1996)
- Eduardo Gallego (1996-1998)
- Héctor Ramos Martínez (1998-2000)
- Juan Miguel Aguilera (2000-2002)
- Rodolfo Martínez (2002-2003)
- Pablo Herranz (2004-2005)
- Víctor Miguel Gallardo Barragán (2006-2008)
- Carlos Sáez (2009-2011)
- Antonio Navarro (2012-2016)
- José Luis del Río Fortich (2016-2019)[1]
- Blanca Rodríguez Rodríguez (2020-)

## Colaboradores externos a la Junta de la AEFCFT
- Administrador de los premios Ignotus y responsable de archivo y recepción de publicaciones: Juan José Parera.
- Director del proyecto eLibris: vacante (Pily Barba coordinó del año 2003 al 2007).
- Responsables de la antología Visiones 2015: Colectivo La Tercera Fundación (Ricardo Gómez, José Manuel Cárdenas, Javier Vidiella).